# .va
.va es el dominio de nivel superior geográfico (ccTLD) para Ciudad del Vaticano.